# Джек Фалахі
Джек Фалагі (англ. Jack Falahee; нар. 20 лютого 1989, Енн-Арбор, Мічиган, США) — американський актор, відомий роллю Коннора Волша у серіалі «Як уникнути покарання за вбивство» та  Френка Стрінґфеллоу в історичному драматичному телесеріалі «Вулиця милосердя».

## Життєпис
Джек Фалагі народився в Енн-Арборі, США у родині лікарів. Його мама спеціалізується на проблемах мовлення. Навчаючись у школі, Джек спробував себе як актор. 
У 2007 він вступив у Школу мистецтв Тиша (англ. Tisch School of Arts) при Нью-Йоркському університеті, де навчався акторській майстерності. Школу мистецтв Тиша він закінчив у 2011 році.
Джек має італійське коріння по матері та ірландське по батьку. У нього є сестра, яка закінчила престижну юридичну школу та працює адвокатом.

## Кар'єра
У 2012 Фалагі дебютував на телебаченні. Після епізодичних ролей в серіалах, зокрема «Щоденники Керрі» та «Айронсайд», актор з'явився в кількох незалежних кінопроєктах, а також у телефільмі «Втеча з полігамії», в якому партнеркою по знімальному майданчику була Гейлі Лу Річардсон. 
У 2014 році Джек взяв участь в невдалому фільмі «Токарєв», головну роль у якому виконав Ніколас Кейдж. Після другорядної ролі в серіалі «Соціопат» Фалагі приєднався до акторського складу телепроєкту «Як уникнути покарання за вбивство». Він отримав роль гея-адвоката Коннора Волша — одного з головних персонажів серіалу.
У 2016 році актор отримав роль солдата та шпигуна Френка Стрінґфеллоу в драматичному серіалі «Вулиця милосердя».

## Фільмографія
| Рік       |    | Українська назва                  | Оригінальна назва           | Роль            |
| --------- | -- | --------------------------------- | --------------------------- | --------------- |
| 2012      | с  | Тільки матеріали                  | Submissions Only            | студент         |
| 2012      | кф | Сонячний опік                     | Sunburn                     | Кевін           |
| 2013      | с  | Айронсайд                         | Ironside                    | Скотт Долан     |
| 2013      | с  | Щоденники Керрі                   | The Carrie Diaries          | Колін           |
| 2013      | ф  | Мисливець                         | Hunter                      | Гевін           |
| 2013      | тф | Втеча з полігамії                 | Escape from Polygamy        | Райден          |
| 2014      | ф  | Токарєв                           | Tokarev                     | Еван            |
| 2014      | ф  | Кров й обставини                  | Blood and Circumstance      | Денні Стеблер   |
| 2014      | ф  | Повзунок                          | Slider                      | Паркер Пірс     |
| 2014      | с  | Соціопат                          | Twisted                     | Чарлі Мак-Брайд |
| 2014—2020 | с  | Як уникнути покарання за вбивство | How to Get Away with Murder | Коннор Волш     |
| 2015      | ф  | Лілі та Кет                       | Lily & Kat                  | Генрі           |
| 2015      | ф  | Код кампусу                       | Campus Code                 | Елліот          |
| 2016      | ф  | Боксер-маріонетка                 | Cardboard Boxer             | Лео             |
| 2016—2017 | с  | Вулиця милосердя                  | Mercy Street                | Джей Джей       |
| 2016      | ф  | Пиловловлювач                     | Blowtorch                   | Майкл Варді     |
| 2017      | ф  | Пісня гойдаючогося озера          | Song of Sway Lake           | Джиммі          |
| 2018      | ф  |                                   | We Are Boats                | Майкл Ламіна    |
| 2019      | ф  | Берсерк                           | Berserk                     | Гантлі Томас    |